# Ahmad Tejan Kabbah
Alhaji Ahmad Tejan Kabbah (Pendembu, 16 de fevereiro de 1932 — Freetown, 13 de março de 2014) foi o terceiro Presidente de Serra Leoa de 1996 a 1997 e novamente de 1998 até 2007. Economista e advogado por formação, passou boa parte da sua vida profissional trabalhando no Programa das Nações Unidas para o Desenvolvimento, só retornando ao seu país em 1992.
No começo de 1996, foi escolhido para líder do Partido Popular de Serra Leoa e candidato a presidência da nação nas eleições que aconteceriam no mesmo ano. Ele acabou sendo eleito com 59% dos votos. Apesar das conturbações internas que o país enfrentava, observadores internacionais consideraram a eleição legítima. No seu discurso de posse, realizado na capital Freetown, Kabbah prometeu trabalhar para trazer um fim a guerra civil que assolava o país e retornar a empobrecida nação a normalidade.
Boa parte do mandato de Kabbah como presidente foi marcado pela guerra civil que o país enfrentava entre forças do exército leais ao governo e militantes do grupo extremista Frente Revolucionária Unida, liderada pelo ex-militar Foday Sankoh. Em 1997, contudo, militares acabaram dando um golpe de estado e o removeram do poder. Com o conflito no país se tornando cada vez mais violento, com boa parte da nação em estado de anarquia, os países membros da Comunidade Econômica dos Estados da África Ocidental, liderados pela Nigéria, enviaram uma força de paz para Serra Leoa e reinstalaram formalmente Ahmad Kabbah no poder em 1998. A guerra continuou até que as Nações Unidas e o governo britânico resolveram intervir militarmente no país no ano 2000. Dois anos mais tarde, o presidente Kabbah declarou oficialmente o fim do conflito e no mesmo ano foi reeleito facilmente para um novo mandato. Apesar dos progressos que conseguiu alcançar enquanto estava na liderança de Serra Leoa, a nação continuava como uma das mais empobrecidas da África, porém o país conseguiu concretizar a paz pós guerra civil, alcançando uma serena estabilidade política. Ele deixou o cargo em 2007.
Kabbah faleceu em 13 de março de 2014, aos 82 anos, em sua residência em Freetown, capital do país.